# دارک انجل (دی‌سی کامیکس)
دارک اِنجل (به انگلیسی: Dark Angel) یک شخصیت خیالی شرور بزرگ در کتاب‌های کامیک آمریکایی منتشر شده توسط دی‌سی کامیکس است که به عنوان دشمن شخصیت ابرقهرمان زن شگفت‌انگیز محسوب می‌شود. شخصیت دارک انجل توسط جان بیرن خلق شده است که برای اولین بار در شمارهٔ ۱۳۱ از دومین نسخه مجموعه زن شگفت‌انگیز (مارس ۱۹۹۸) حضور پیدا کرد. او در ابتدا روح شیطانی سرگردانی بود که در طی جنگ جهانی دوم، بدن زنی به نام بارونس پائولا فون گونتر را تصاحب کرد. اما اخیراً مشخص شده است که دارک انجل در اصل دونا تروی زمین-۷ است که توسط آنتی-مانیتور از بحران در زمین‌های بی‌نهایت نجات یافته بود، تا تبدیل به قاصد او شود.